# Miklavž na Dravskem polju (plaats)
Miklavž na Dravskem polju is een plaats in Slovenië en maakt deel uit van de gemeente Miklavž na Dravskem polju in de NUTS-3-regio Podravska. De plaats telde 4.363 inwoners op 1 januari 2020.